# Tonnoidea
Tonnoidea là một liên họ ốc biển, động vật chân bụng trong nhánh Littorinimorpha.

## Hình ảnh

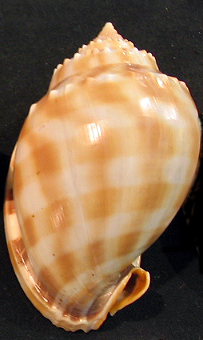
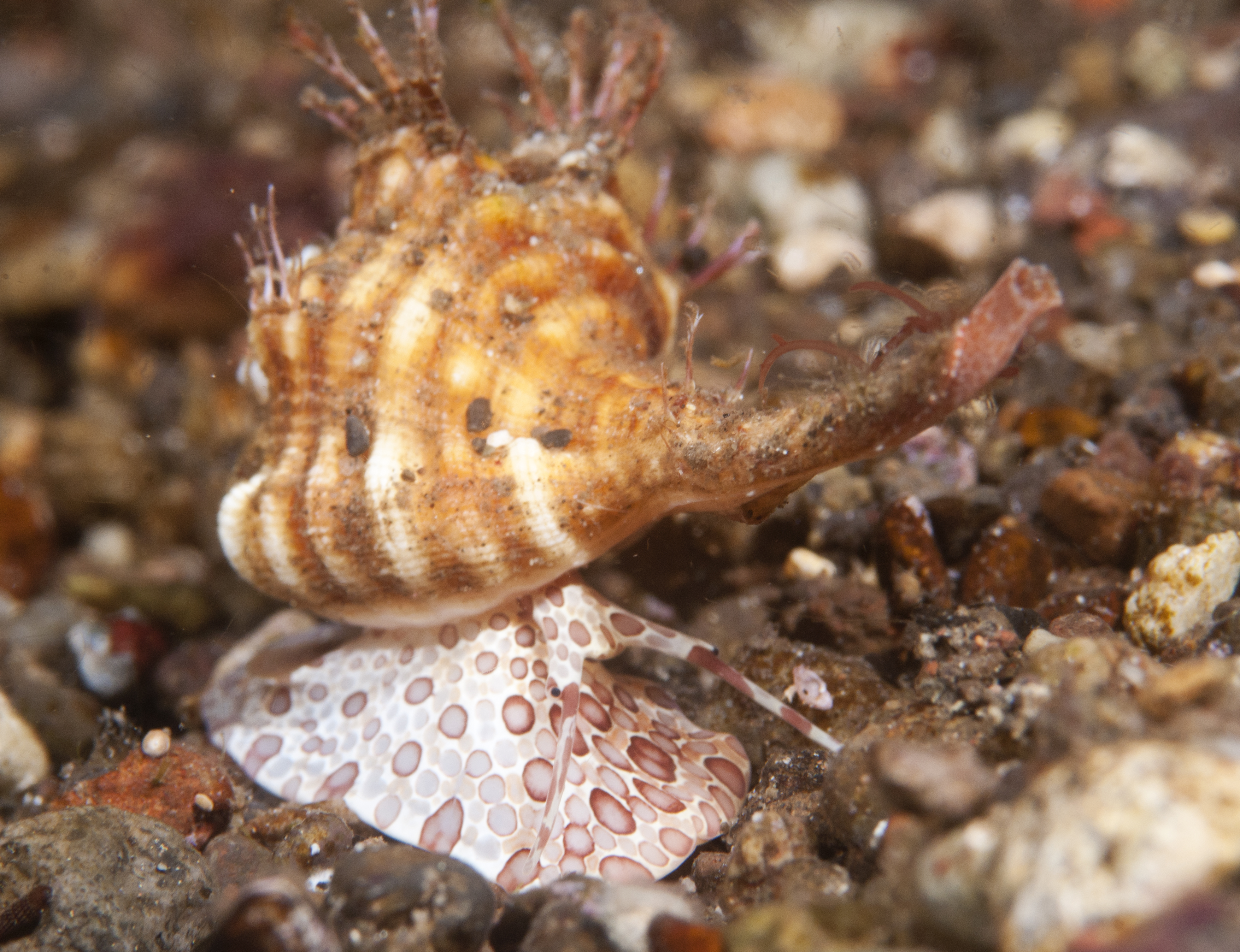

## Các họ
Các họ trong liên họ này gồm:
- Họ Tonnidae
- Họ Bursidae
- Họ Laubierinidae
- Họ Personidae
- Họ Pisanianuridae
- Họ Ranellidae
- Họ Cassidae